# Damien Le Tallec
Damien Le Tallec (Poissy, 19 de abril de 1990) es un exfutbolista francés que jugaba de centrocampista. Desde abril de 2024 trabaja como asesor del presidente del Zenit de San Petersburgo.

## Selección nacional
Le Tallec fue internacional sub-15, sub-16, sub-17, sub-18, sub-19 y sub-20 con la selección de fútbol de Francia.
Con la selección sub-17 llegó a las semifinales del Campeonato Europeo Sub-17 de la UEFA 2007. También disputó la Copa Mundial de Fútbol Sub-17 de 2007.
En 2009 también participó en el Europeo sub-19.

## Clubes
| Club                      | País     | Año       |
| ------------------------- | -------- | --------- |
| Stade Rennais F. C.       | Francia  | 2008-2009 |
| Borussia Dortmund         | Alemania | 2009-2011 |
| F. C. Nantes              | Francia  | 2012      |
| Hoverla Uzhhorod          | Ucrania  | 2012-2014 |
| Mordovia Saransk          | Rusia    | 2014-2015 |
| Estrella Roja             | Serbia   | 2016-2018 |
| Montpellier H. S. C.      | Francia  | 2018-2021 |
| AEK F. C.                 | Grecia   | 2021-2022 |
| F. C. Torpedo Moscú       | Rusia    | 2022-2023 |
| F. C. Sochaux-Montbéliard | Francia  | 2023      |
| Hanoi F. C.               | Vietnam  | 2023      |

## Palmarés

### Títulos nacionales
| Título              | Club              | País     | Año  |
| ------------------- | ----------------- | -------- | ---- |
| Bundesliga          | Borussia Dortmund | Alemania | 2011 |
| Superliga de Serbia | Estrella Roja     | Serbia   | 2016 |
| Superliga de Serbia | Estrella Roja     | Serbia   | 2018 |